# Dragon Age II (завантажувальний контент)
Dragon Age II — це рольова відеогра, розроблена BioWare під видавництвом Electronic Arts для платформ Microsoft Windows, PlayStation 3, Xbox 360 і OS X. Це друга гра основної серії Dragon Age, яка була випущена 8 березня 2011 року. В цілому до гри випущено шість завантажувальних доповнень, які випускалися з березня по жовтень 2011 року на Xbox Live, PlayStation Network і на сьогодні вже неактивному вебсайті BioWare. Більшість із цих доповнень містять нові квести та локації, до яких гравці можуть отримати доступ у базовій грі, а також нові предмети спорядження, зброї та біжутерії. Два сюжетні доповнення служать окремими побічними історіями базової гри, обидва з яких розвивають сетинг франшизи в цілому: Legacy та Mark of the Assassin.
У Legacy, яке було випущене 26 липня 2011 року та отримало досить неоднозначні відгуки рецензентів, протагоніст гри Гоук досліджує в’язницю, побудовану орденом Сірих Вартових із допомогою його/її батька Малкольма Гоука, для утримання могутньої та давньої істоти. Mark of the Assassin, випущене 11 жовтня 2011 року служить зв’язком із вебсеріалом Dragon Age: Redemption. Гоук допомагає ельфійці Талліс проникнути в орлейський маєток за межами Кіркволла та викрасти дорогоцінну реліквію. Mark of the Assassin був тепло прийнятий рецензентами, які загалом вважали його кращим із двох сюжетних доповнень.
Багато меншого за масштабом контенту в Dragon Age II розповсюджувалось з рекламною метою як бонуси передзамовлень, ексклюзиви платформ або нагороди за участь у спеціальних подіях. Два з цих предметів, броня «Blood Dragon» та броня «Ser Isaac's armor», були запропоновані в рамках кросоверних акцій з іграми Mass Effect 2 та Dead Space 2 відповідно.

## The Exiled Prince
The Exiled Prince — завантажувальне доповнення, яке вийшло 8 березня 2011 року разом із релізом базової гри. Доповнення містить нову локацію, квест та повноцінного компаньйона Себастіана Вейля (англ. Sebastian Vael), мирянина Кіркволльської Церкви та майстра стрільця з лука зі знатної родини, який прагне помститися за вбивство його сім'ї. The Exiled Prince стало доступне до завантаження в день випуску Dragon Age II, а також було безкоштовним для гравців, які зробили передзамовлення Dragon Age II до 11 січня 2011 року. Це доповнення також було включено до комплекту завантажувального контенту «BioWare Signature Edition», який включав нові внутрішньоігрові предмети та цифрову версію оригінального саундтреку гри.

## The Black Emporium
The Black Emporium — завантажувальне доповнення, яке вийшло 8 березня 2011 року разом із релізом базової гри. Додає торговця ексклюзивними предметами, бойового мабарі як тимчасового компаньйона і Дзеркало трансформації (англ. The Mirror of Transformation) — можливість змінювати зовнішній вигляд протагоніста у будь-який час. Доповнення було доступне до безкоштовного завантаження для всіх гравців із копією базової Dragon Age II у своїй бібліотеці ігор.

## All-Class Item Packs
Два випуски All-Class Item Packs були випущені 4 квітня 2011 року та 23 серпня 2011 року відповідно. Кожен набір містить близько сорока ігрових предметів для трьох класів персонажів: мага, розбійника та воїна. Вони включають броню, зброю та біжутерію. У кожному наборі предметів класу також є три індивідуальні предмети для окремих компаньйонів.

## Legacy
| Агрегатор  | Оцінка                              |
| ---------- | ----------------------------------- |
| Metacritic | ПК: 66/100 PS3: 65/100 X360: 64/100 |

| Видання      | Оцінка |
| ------------ | ------ |
| Destructoid  | 5.5/10 |
| Eurogamer    | 5/10   |
| GameSpot     | 5.5/10 |
| GameSpy      | 2.5/5  |
| IGN          | 6.5/10 |
| PC PowerPlay | 9/10   |

Legacy — перше сюжетне доповнення випущене 26 липня 2011 року. Дія розгортається в абсолютно новій локації — таємничій в’язниці, побудованій орденом Сірих Вартових у віддаленій від торгових доріг місцевості. Сюжет розкриває подробиці угоди між батьком Гоук та Сірими Вартовими, метою якої було стримування стародавньої істоти, що, скоріш за все є одним із перших темнородів, тевінтерських магістрів, які відгукнулися на Клик Прадавніх Богів. Щоб отримати доступ до доповнення, гравці повинні взаємодіяти зі спеціальною статуєю в домі Гоук.
З випуском Legacy BioWare намагалися виправити проблеми, які викликали найбільше зауважень у шанувальників щодо базової гри. Зокрема надмірне повторне використання одних і тих же об'єктів, хвилеподібне відродження ворогів під час сутичок, відсутність тактично розширених налаштувань компаньйонів та брак значущих виборів у сюжетних квестах. Продюсер Dragon Age II Фернандо Мело зазначив, що гравці зіткнуться з бойовими ситуаціями, які змушуватимуть їх підійти до процесу гри більш стратегічно та тактично порівняно з базовою грою, і що компаньйони головного героя та навколишнє оточення відіграють більш помітну роль у бою. Доповнення містить нелінійний бонусний контент поза основним квестом — зони головоломок, бонусні кімнати, зброю та нові типи ворогів, що включають декілька різновидів темнородів.
Оцінки і відгуки
Legacy отримало «змішані» або «середні» відгуки критиків. Артур Гіс з IGN назвав це доповнення «гойдалкою між рутинним гріндом та значущим розвитком персонажа». Попри те, що Гіс високо оцінив розвиваючих персонажів дослідження минулого родини Гоук, у нього постало питання, чому сюжет Legacy взагалі не був одразу інтегрований в основний сюжет базової гри. Редактор GameSpot Кевін ВанОрд прокоментував, що Legacy розширює основну гру, але не вносить жодних покращень, назвавши її «непотрібною». Він зазначив, що це доповнення «робить відважну спробу зміцнити ваш зв’язок із Гоук/ом, але в кінцевому підсумку він не справляє великого враження», підсумувавши загальний досвід як «бездушний».
Ден Вайтхед з Eurogamer прокоментував, що Legacy «зручно вписується в більш традиційну рамку рольової гри». Він назвав Legacy «непоганим доповненням, яке все ж має старатися краще» і «прохідним доповненням, яке не робить нічого, щоб зробити себе необхідним». Майк Шаркі з GameSpy вважав Legacy надто коротким за обсягом і глибиною пропонованого контенту, і для нього це було «десятибаксовим нагадуванням про недоліки базової гри». Меганн О’Ніл із PC Powerplay позитивно оцінила це доповнення порівняно з іншими рецензентами, зазначивши, що їй сподобався його загальний настрій і похвалила BioWare за те, як грамотно була реалізована робота над помилками на основі відгуків спільноти. Вона назвала Legacy «напрочуд деталізованим доповненням для неоднозначно сприйнятого сиквелу. Нові підходи до дизайну бойових зіткнень і розумніші вороги виділяються, хоча історія все ще залишається на першому плані».

## Mark of the Assassin
| Агрегатор  | Оцінка                              |
| ---------- | ----------------------------------- |
| Metacritic | PC: 83/100 PS3: 76/100 X360: 82/100 |

| Видання     | Оцінка |
| ----------- | ------ |
| Destructoid | 6.5/5  |
| Eurogamer   | 8/10   |
| GameSpot    | 7/10   |
| IGN         | 8.5/10 |

Mark of the Assassin — це друге та останнє доповнення для Dragon Age II, випущене 11 жовтня 2011 року, через день після виходу пілотного епізоду Dragon Age: Redemption, веб-серіалу у франшизі Dragon Age. Подібно до Legacy, Mark of the Assassin — це окрема історія, яка розігрується в абсолютно новому місці, а саме в шато Ен (англ. Chateau Haine) та сусідніх з ним локаціях. Доповнення додає додаткові квести та Талліс (англ. Tallis), головну героїню Redemption як тимчасового компаньйона. Сюжет доповнення також розширює ігровий лор, даючи змогу глибше зрозуміти культуру та суспільний устрій Орлея, також слід відзначити, що тут представлені камео деяких персонажів із Dragon Age: Origins. Повне проходження Mark of the Assassin займе трохи більше часу, ніж Legacy — озвучені тут діалоги займають понад 12 годин.
Оцінки і відгуки
Mark of the Assassin отримав загалом схвальні відгуки. Більшість рецензентів вважали участь Феліції Дей у ролі Талліс найголовнішим у цьому доповненні. Редактор GameSpot Кевін ВанОрд, зокрема, прокоментував, що її «чарівне ставлення додає пригодам приємну бадьору атмосферу». Він зазначив, що ігрове середовище тут стало більш просторим і привабливим, ніж раніше, і похвалив жартівливі діалоги та сюжетні ситуації. Ден Гріліопулос з IGN назвав Mark of the Assassin «невеликим акуратним доповненням, добре сформованим і з напрочуд гарним темпом», і рекомендував його як гідний контент для завантаження.
Ден Вайтхед з Eurogamer прокоментував, що якість доповнень від BioWare була більш різноманітною, ніж від більшості студій того часу, і зазначив, що Mark of the Assassin було одним із кращих. Основними моментами для Вайтхеда стали чудовий сюжет і темп оповіді, різноманітність квестів, цікаві типи ворогів і озвучка. Він дійшов висновку, що доповнення було «захоплюючою та різноманітною побічною історією», яка непомітно повертається до ширшого всесвіту Dragon Age. Джозеф Лерей з Destructoid порівняв елементи геймплея в Mark of the Assassin у більш вигідному світлі, ніж з Legacy і в загальному оцінив його із трохи вищим за середній результатом, резюмуючи це як «безтурботну та зрозумілу гру, яка робить більшість речей правильно і насправді нічого неправильного».

## Інший контент
- Броня «Blood Dragon» доступна для гравців, які мають копію Dragon Age: Origins або Mass Effect 2 у своїй ігровій бібліотеці.
- Гравці Dead Space 2 отримали ексклюзивну броню під назвою «Ser Isaac's armor», яка створена за моделлю костюма головного героя Dead Space Ісаака Кларка.[30]
- До 7 грудня 2012 року певний ігровий контент був доступний лише для учасників обмеженого кола рекламних кампаній. З 7 грудня 2012 року гравці можуть безкоштовно розблокувати всі рекламні та ексклюзивні предмети, за винятком бонусних предметів Signature Edition, броні «Blood Dragon» та броні «Ser Isaac's armor». Всього гравцям стало доступно 24 внутрішньоігрових предмети.[31]